# Fulvoclysia rjabovi
Fulvoclysia rjabovi is een vlinder uit de familie bladrollers (Tortricidae). De wetenschappelijke naam is voor het eerst geldig gepubliceerd in 1976 door Kuznetsov.
De soort komt voor in Europa.